# Franco Caravatti
Franco Caravatti (* 1. Januar 1943) ist ein ehemaliger Schweizer Fussballtorhüter. Caravatti spielte während seiner Aktivkarriere bei Rapid Lugano, Chiasso, Winterthur und Bellinzona.
Zu seinen besten Zeiten wurde Caravatti als Anwärter auf einen Platz im Nationalteam gehandelt.

## Karriere
Im Sommer 1961 wechselte Caravatti im Alter von 18 Jahren vom FC Rapid Lugano zum NLA-Absteiger FC Chiasso. Bei den Südtessinnern blieb Caravatti danach die meiste Zeit seiner Karriere. 1962 meisterte Chiasso den Wiederaufstieg. In der seiner ersten NLA-Saison stand Caravatti während 13 Ligaspielen im Tor und avancierte in den nächsten beiden Saisons zum Stammtorhüter der Tessiner. Bis zum Wiederabstieg 1965 stand Caravatti während 55 Spielen zwischen den Posten der Tessiner.
Im Juli 1967 wechselte Caravatti schliesslich auf Leihbasis über den Gotthard zum FC Winterthur. Dort war er Teil jener erfolgreichen Aufstiegsmannschaft unter Trainer René Hüssy, die 1968 den Aufstieg in die Nationalliga A schaffte und damit die letzte erfolgreiche Phase des Vereins startete. Auch beim Cupfinal gegen Lugano war stand er im Einsatz. Nach dem Aufstieg verlor der temperamentvolle Caravatti seinen Stammplatz jedoch im September 1968 an Werner Frei, nachdem Caravatti zuvor in einem Spiel gegen die BSC Young Boys zu einer Tätlichkeit griff und danach selbst gegenüber den eigenen Leuten ausfällig wurde. Nachdem er in der Saison 1968/69 zu nur noch sieben Einsätzen in der höchsten Liga kam, wechselte er ins Tessin zurück zur AC Bellinzona.
Caravatti blieb während zweier Saison in Bellinzona, kam bei den Tessinern dabei auf insgesamt 13 Ligaeinsätze (2 in der Saison 1959/60, 11 in der Saison 1960/61).
Schliesslich kehrte er im Juli 1971 zu seinem Stammverein Rapid Lugano in die viertklassige 2. Liga (Schweiz) zurück, wo er massgeblichen Anteil am Aufstieg der Luganesi in die 1. Liga hatte. In der darauffolgenden Saison wurde er bei den Tessinern zusätzlich noch als Spielertrainer tätig und trat damit die Nachfolge von Fredy Thumm an. Das Engagement Caravattis endete jedoch im Juni 1973 vorzeitig, da Caravatti den Verein als Spielertrainer trainierte und ohne ein Trainerdiplom zu besitzen in unzulässiger Weise entlöhnt wurde. Caravatti sowie der Verein und Vereinspräsident wurde in der Folge vom SFV gebüsst. Zudem wurden Caravatti sowie Vereinspräsident Fontana für je 18 Monate gesperrt, was gleichzeitig das Karriereende Caravattis bedeutete.